# Матчи женской сборной России по волейболу 2002
В 2002 году женская сборная России по волейболу приняла участие в двух официальных турнирах, проводимых под эгидой ФИВБ.

## Турниры и матчи

### Гран-при
| 12 июля. Чэнду (Китай). Россия — США 3:2 (23:25, 25:12, 23:25, 25:22, 15:9). Предварительный этап. 1-й тур. Группа «В» |
| --- |

Россия: Беликова (7 очков), Артамонова (22), Тищенко (14), Гамова (15), Грачёва (2), Плотникова (6), Коруковец — либеро. Выход на замену: Година (4), Сафронова, Чуканова (2).

США: Фиппс, Скотт, Боун, А Моу, Кросс-Бэттл, Том, Сикора — либеро. Выход на замену: Хэниф, Фицджеральд, Норьега.
| 13 июля. Чэнду (Китай). Россия — Куба 3:1 (14:25, 25:18, 25:16, 25:20). Предварительный этап. 1-й тур. Группа «В» |
| --- |

Россия: Беликова (5), Артамонова (10), Тищенко (10), Гамова (23), Грачёва (1), Плотникова (7), Коруковец — либеро, Морозова — либеро. Выход на замену: Година (1), Чуканова (5), Сафронова.

Куба: Руис, Сантос, Каррильо, Меса, Санчес, Баррос. Выход на замену: Торрес, Муньос.
| 14 июля. Чэнду (Китай). Россия — Китай 3:0 (25:19, 25:19, 25:22). Предварительный этап. 1-й тур. Группа «В» |
| --- |

Россия: Беликова (12), Сафронова (8), Тищенко (11), Гамова (16), Грачёва (2), Плотникова (8), Морозова — либеро. Выход на замену: Артамонова (2), Чуканова (1).

Китай: Чжан Цзин, Фэн Кунь, Ян Хао, Лю Яньань, Чжоу Сухун, Чжао Жуйжуй, Сюн Цзи — либеро. Выход на замену: Ву Юнмэй, Чжан Юэхун, Чэнь Цзин.
| 19 июля. Манила (Филиппины). Россия — Германия 3:0 (25:16, 26:24, 25:15). Предварительный этап. 2-й тур. Группа «С» |
| --- |

Россия: Беликова (8), Артамонова (18), Тищенко (12), Гамова (6), Грачёва, Плотникова (2), Коруковец — либеро. Выход на замену: Чуканова, Година, Сафронова (3), Горшкова.

Германия: Дёмеланд, Ролл, Кулакова, Грюн, Сильвестер, Тумм, Черлих — либеро. Выход на замену: Шлехт, Мюллер, Радцувайт, Буагаа, Вег.
| 20 июля. Манила (Филиппины). Россия — Япония 3:1 (25:13, 25:10, 23:25, 25:19). Предварительный этап. 2-й тур. Группа «С» |
| --- |

Россия: Беликова (8), Артамонова (14), Тищенко (12), Гамова (12), Грачёва (1), Плотникова (12), Коруковец — либеро. Выход на замену: Чуканова (7), Година (5), Сафронова (5), Горшкова.

Япония: Кодама, Такахаси, Хораи, Сугияма, Отомо, Мацудзаки, Сано — либеро. Выход на замену: Танака, Кавамура, Мукаи.
| 21 июля. Манила (Филиппины). Россия — Бразилия 3:0 (25:21, 25:15, 25:21). Предварительный этап. 2-й тур. Группа «С» |
| --- |

Россия: Беликова (4), Артамонова (14), Тищенко (12), Гамова (14), Грачёва (2), Плотникова (4), Коруковец — либеро. Выход на замену: Година, Чуканова (2), Морозова (2), Горшкова (1), Сафронова (4).

Бразилия: Лусиана, Валескинья, Сасса, Карин, Марсель, Паула, Фаби — либеро. Выход на замену: Сесилия, Фабиана Берто, Марина, Шейла, Арлен.
| 26 июля. Мяоли (Тайвань). Россия — Япония 2:3 (25:21, 25:21, 17:25, 22:25, 8:15). Предварительный этап. 3-й тур. Группа «F» |
| --- |

Россия: Беликова (6), Артамонова (15), Тищенко (7), Гамова (20), Грачёва (2), Плотникова (8), Морозова — либеро. Выход на замену: Година, Чуканова (3), Горшкова (1), Коруковец, Сафронова (4).

Япония: Кумамаэ, Кодама, Такахаси, Хораи, Сугияма, Отомо, Сано — либеро. Выход на замену: Сакураи, Танака.
| 27 июля. Мяоли (Тайвань). Россия — Куба 3:0 (25:18, 25:17, 25:18). Предварительный этап. 3-й тур. Группа «F» |
| --- |

Россия: Беликова (4), Артамонова (8), Тищенко (6), Гамова (16), Грачёва (18), Плотникова (8), Морозова — либеро. Выход на замену: Година (1), Чуканова (3), Коруковец.

Куба: Руис, Сантос, Каррильо, Ортис, Меса, Баррос. Выход на замену: Санчес, Торрес, Муньос.
| 28 июля. Мяоли (Тайвань). Россия — США 3:2 (25:18, 26:24, 24:26, 23:25, 15:7). Предварительный этап. 3-й тур. Группа «F» |
| --- |

Россия: Беликова (4), Артамонова (22), Тищенко (18), Гамова (19), Грачёва (1), Плотникова (2), Морозова — либеро. Выход на замену: Сафронова (8), Чуканова (4), Година (1).

США: Хэниф, Боун, Макнами, Уивер, Том, Метколф, Сикора — либеро. Выход на замену: А Моу, Кросс-Бэттл, Норьега.
| 1 августа. Гонконг (Китай). Россия — Германия 3:0 (25:19, 25:15, 25:22). Финальный этап. Групповой раунд |
| --- |

Россия: Беликова (10), Артамонова (13), Тищенко (10), Гамова (10), Грачёва, Плотникова (4), Морозова — либеро. Выход на замену: Чуканова (1), Година (4).

Германия: Дёмеланд, Ролл, Кулакова Грюн, Сильвестер, Тумм — либеро. Выход на замену: Радцувайт, Буагаа, Вег.
| 2 августа. Гонконг (Китай). Россия — Китай 3:2 (23:25, 25:10, 19:25, 25:13, 15:10). Финальный этап. Групповой раунд |
| --- |

Россия: Беликова (3), Артамонова (19), Тищенко (20), Гамова (18), Грачёва (3), Плотникова (7), Морозова — либеро. Выход на замену: Година, Чуканова (2), Сафронова (1).

Китай: Чжан Цзин, Фэн Кунь, Ян Хао, Лю Яньань, Чжоу Сухун, Чжао Жуйжуй, Ли Ин — либеро. Выход на замену: Ли Шань, Чжан Юэхун, Чэнь Цзин, Сон Нина, Ву Юнмэй.
| 3 августа. Гонконг (Китай). Россия — Бразилия 0:3 (23:25, 23:25, 24:26). Финальный этап. Групповой раунд |
| --- |

Россия: Беликова (6), Коруковец (4), Година (10), Сафронова (11), Тищенко (9), Чуканова (7), Морозова — либеро. Выход на замену: Плотникова (3).

Бразилия: Шейла, Валескинья, Сасса, Карин, Марсель, Паула, Фаби — либеро. Выход на замену: Сесилия, Марина.
| 4 августа. Гонконг (Китай). Россия — Китай 3:1 (29:27, 23:25, 25:20, 25:21). Финальный этап. Финал |
| -------------------------------------------------------------------------------------------------- |

Россия: Беликова (4), Артамонова (26), Тищенко (17), Гамова (22), Грачёва (2), Плотникова (8), Морозова — либеро. Выход на замену: Година (1), Чуканова.

Китай: Чжан Цзин, Фэн Кунь, Ян Хао, Лю Яньань, Чжоу Сухун, Чжао Жуйжуй, Ли Ин — либеро. Выход на замену: Ву Юнмэй, Чжан Юэхун.
На предварительной стадии Гран-при сборная России проиграла лишь однажды и заняла 2-е место. Финальный этап проходил с участием четырёх лучших команд и состоял из группового раунда, где соперники играли по круговой системе, и двух финальных матчей — за 1-е и 3-е места. Российские волейболистки на групповой стадии стали вторыми, а в финале в четырёх партиях переиграли сборную Китая. Лучшим игроком турнира признана Евгения Артамонова.

### Чемпионат мира
| 30 августа. Дрезден (Германия). Россия — Доминиканская Республика 3:1 (25:11, 21:25, 25:18, 25:18). 1-й групповой этап. Группа «С» |
| --- |

Россия: Беликова (8), Артамонова (24), Тищенко (14), Гамова (18), Грачёва (1), Плотникова (7), Тюрина — либеро. Выход на замену: Чуканова (5), Година (2), Гурьева.

Доминиканская Республика: Баутиста, Варгас, Ариас, Кабрал, Джэксон, Родригес, Каррера — либеро. Выход на замену: Новас, Морета, Суасо, Эченике.
| 31 августа. Дрезден (Германия). Россия — США 2:3 (25:22, 22:25, 23:25, 25:19, 8:15). 1-й групповой этап. Группа «С» |
| --- |

Россия: Беликова (5), Артамонова (15), Тищенко (14), Гамова (27), Грачёва (2), Плотникова (5), Тюрина — либеро. Выход на замену: Чуканова (3), Година (2), Сафронова.

США: Фиппс, Скотт, Хэниф, Боун, Флинн, Том, Сикора — либеро. Выход на замену: Фицджеральд, Метколф, Норьега, Кросс-Бэттл.
| 1 сентября. Дрезден (Германия). Россия — Кения 3:0 (25:14, 25:15, 25:15). 1-й групповой этап. Группа «С» |
| --- |

Россия: Беликова (4), Артамонова (2), Тищенко, Гамова (9), Грачёва, Плотникова (4), Тюрина — либеро. Выход на замену: Година (17), Гурьева (9), Чуканова (5), Горшкова (4), Сафронова (3).

Кения: Санг, Мукойя, Льяли, Накомича, Бараса, Васва, Везутила — либеро. Выход на замену: Ванджиру, Ванджала, Каменде.
| 2 сентября. Риза (Германия). Россия — Аргентина 3:0 (25:16, 25:10, 25:18). 1-й групповой этап. Группа «С» |
| --- |

Россия: Беликова (5), Сафронова (9), Тищенко (14), Гамова (17), Грачёва (2), Плотникова (4), Тюрина — либеро. Выход на замену: Чуканова, Година (1).

Аргентина: Костагранде, Конде, Ламас, Вохель, Брусса, Ансалди, Робинет — либеро. Выход на замену: Крузо, Борги, Пинедо, Винсенте.
| 3 сентября. Риза (Германия). Россия — Пуэрто-Рико 3:0 (25:9, 25:13, 25:8). 1-й групповой этап. Группа «С» |
| --- |

Россия: Беликова (3), Сафронова (6), Тищенко (12), Гамова (13), Грачёва (1), Плотникова (5), Тюрина — либеро. Выход на замену: Година (9), Чуканова (5).

Пуэрто-Рико: Мохика, Сантьяго, А.Крус, К.Осасио, Ш.Осасио, дель Валье, Исерн — либеро. Выход на замену: Мелендес, Э.Крус, Асеведо, Энкарнасьон.
| 6 сентября. Бремен (Германия). Россия — Италия 3:2 (25:18, 24:26, 25:17, 21:25, 15:13). 2-й групповой этап. Группа «Е» |
| --- |

Россия: Беликова (8), Артамонова (18), Тищенко (22), Гамова (23), Грачёва (2), Плотникова (12), Тюрина — либеро. Выход на замену: Чуканова, Година (1).

Италия: Риньери, Тогут, Леджери, Пиччинини, Ло Бьянко, Мелло, Кардулло — либеро. Выход на замену: Санджулиано, Мифкова, Андзанелло.
| 7 сентября. Бремен (Германия). Россия — Греция 3:0 (25:21, 28:26, 25:17). 2-й групповой этап. Группа «Е» |
| --- |

Россия: Беликова (1), Артамонова (25), Тищенко (16), Гамова (11), Грачёва (3), Плотникова (10), Тюрина — либеро. Выход на замену: Чуканова, Сафронова, Година (2).

Греция: Прониаду, М.Карагуни, Н.Карагуни, Хатцинику, Саккула, Смирниду, Влаху — либеро. Выход на замену: Папазоглу, Меметци, Дирва.
| 8 сентября. Бремен (Германия). Россия — Куба 3:1 (22:25, 25:19, 25:15, 25:17). 2-й групповой этап. Группа «Е» |
| --- |

Россия: Беликова (7), Артамонова (15), Тищенко (12), Гамова (28), Грачёва (2), Плотникова (10), Тюрина — либеро. Выход на замену: Чуканова, Година.

Куба: Руис, Каррильо, Меса, Муньос Каррасара, Санчес, Баррос. Выход на замену: Торрес, Муньос Гарсия, Местре.
| 11 сентября. Бремен (Германия). Россия — Болгария 3:0 (25:13, 25:21, 25:19). Четвертьфинал |
| ------------------------------------------------------------------------------------------ |

Россия: Беликова (8), Артамонова (16), Тищенко (13), Гамова (14), Грачёва (3), Плотникова (10), Тюрина — либеро. Выход на замену: Чуканова, Година (2).

Болгария: Соколова, Зетова, Маринова-Нешич, Узунова-Димитрова, Германова, Гочева, Марик — либеро. Выход на замену: Тенева.
| 13 сентября. Берлин (Германия). Россия — США 2:3 (25:21, 23:25, 20:25, 25:21, 8:15). Полуфинал |
| ---------------------------------------------------------------------------------------------- |

Россия: Беликова (8), Артамонова (20), Тищенко (18), Гамова (21), Грачёва, Плотникова (3), Тюрина — либеро. Выход на замену: Година (1), Чуканова (1).

США: Фиппс, Скотт, Хэниф, Боун, Флинн, Том, Сикора — либеро. Выход на замену: Фицджеральд, Норьега.
| 15 сентября. Берлин (Германия). Россия — Китай 3:1 (25:20, 21:25, 25:23, 25:16). Матч за 3-е место |
| -------------------------------------------------------------------------------------------------- |

Россия: Беликова (6), Артамонова (20), Тищенко (9), Гамова (28), Грачёва (2), Плотникова (8), Тюрина — либеро. Выход на замену: Чуканова, Година.

Китай: Чжан Цзин, Фэн Кунь, Ян Хао, Лю Яньань, Чжоу Сухун, Чжао Жуйжуй, Ли Ин — либеро. Выход на замену: Чэнь Цзин, Чжан Юэхун, Сюн Цзи.
Российская сборная уверенно преодолевала групповые этапы, заняв на первом 2-е место в группе, а на втором — 1-е. В четвертьфинале уверенно была обыграна сборная Болгарии, а вот в полуфинале россиянки в упорной борььбе уступили команде США 2:3. Американки смогли приспособиться к достаточно прямолинейной игре сборной России, львиную долю атак которой завершали Артамонова и Гамова. В 5-й решающей партии недостатки российского игрового рисунка проявились наиболее отчётливо. И всё же сборной России удалось закончить чемпионат на мажорной ноте, обыграв в матче за 3-е место сборную Китая и став в третий раз подряд бронзовым призёром мирового первенства.

## Итоги

Сборная России — победитель Гран-при 2002 года

Всего на счету сборной России в 2002 году 24 официальных матча. Из них выиграно 20, проиграно 4. Соотношение партий 66:26. Соперниками россиянок в этих матчах были национальные сборные 13 стран.
| Турнир         | И  | В  | П | С/О   | Место |
| -------------- | -- | -- | - | ----- | ----- |
| Гран-при       | 13 | 11 | 2 | 35:15 | 1-е   |
| Чемпионат мира | 11 | 9  | 2 | 31:11 | 3-е   |

## Состав
В скобках после количество игр указано число матчей, проведённых волейболисткой в стартовом составе + в качестве либеро.
| №  | Игрок                           | Год рождения | Амплуа              | Клуб              | Турниры и игры | Турниры и игры | Всего матчей |
| №  | Игрок                           | Год рождения | Амплуа              | Клуб              | ГП             | ЧМ             | Всего матчей |
| -- | ------------------------------- | ------------ | ------------------- | ----------------- | -------------- | -------------- | ------------ |
| 1  | Татьяна Горшкова                | 1981         | нападающая          | «Уралочка»        | 4              | 1              | 5            |
| 2  | Наталья Морозова                | 1973         | либеро, центральная | «Уралочка»        | 10 (0+9)       |                | 10 (0+9)     |
| 3  | Анастасия Беликова              | 1979         | центральная         | «Уралочка»        | 13 (13)        | 11 (11)        | 24 (24)      |
| 4  | Александра Коруковец (Сорокина) | 1976         | либеро, нападающая  | «Университет»     | 8 (1+5)        |                | 8 (1+5)      |
| 4  | Елена Тюрина                    | 1971         | либеро              | «Младост»         |                | 11 (0+11)      | 11 (0+11)    |
| 6  | Елена Година                    | 1977         | нападающая          | «Эджзачибаши»     | 12 (1)         | 11             | 23 (1)       |
| 7  | Наталья Сафронова               | 1979         | нападающая          | «Уралочка»        | 10 (2)         | 5 (2)          | 15 (4)       |
| 8  | Евгения Артамонова              | 1975         | нападающая          | «Такефуджи Бамбу» | 12 (11)        | 9 (9)          | 21 (20)      |
| 9  | Елизавета Тищенко               | 1975         | центральная         | «Уралочка»        | 13 (13)        | 11 (11)        | 24 (24)      |
| 11 | Екатерина Гамова                | 1980         | нападающая          | «Уралочка»        | 12 (12)        | 11 (11)        | 23 (23)      |
| 12 | Татьяна Грачёва                 | 1973         | связующая           | «Эджзачибаши»     | 12 (12)        | 11 (11)        | 23 (23)      |
| 14 | Елена Плотникова                | 1978         | нападающая          | «Уралочка»        | 13 (12)        | 11 (11)        | 24 (23)      |
| 15 | Анжела Гурьева                  | 1980         | центральная         | «Уралочка»        |                | 2              | 2            |
| 17 | Ольга Чуканова                  | 1980         | связующая           | «Уралочка»        | 13 (1)         | 11             | 24 (1)       |

- Главный тренер — Николай Карполь.
- Тренер — Валентина Огиенко.

Всего в 2002 году в составе сборной России в официальных турнирах играло 14 волейболисток.

## Другие турниры
- Volley Masters. 4—9 июня.  Монтрё

Групповой этап — Бразилия 3:2, Италия 3:2, Япония 3:0.
Полуфинал — Нидерланды 3:1. Финал — Италия 3:2. Итог — 1-е место.